# Erica melanacme
Erica melanacme är en ljungväxtart som beskrevs av Guthrie och Bolus. Erica melanacme ingår i släktet klockljungssläktet, och familjen ljungväxter. Inga underarter finns listade i Catalogue of Life.